# 高連奎
高連奎（1899年或1900年—1937年10月17日），又作高聯奎，京劇琴師，以與兄長高庆奎的合作見知於世。
高慶奎傳世的全部京劇唱片都是高連奎的操琴作品，他的京劇胡琴（京胡）藝術和京劇生行高派聲腔藝術的形成和發展是分不開的。
高慶奎與梅蘭芳到日本巡迴公演時，他也是團員，彈奏京劇三弦，有時串演配角。